# Белиз (окръг)
Белиз (на английски: Belize) е един от 6-те окръга на едноименната централноамериканска държава Белиз. Окръг Белиз е с население от 120 602 жители (по приблизителна оценка от юли 2017 г.). Окръжен център е Белиз Сити, който е най-големият град в страната.